# Edgar Chahine
Edgar Chahine  (Armeens: Էդգար Շահին) (Wenen, 31 oktober 1874 - Parijs, 18 maart 1947) was een Frans kunstenaar van Armeense afkomst. Hij studeerde en werkte in Italië en Parijs en bracht aquarellen en olieverfschilderijen, boekillustraties en veel grafieken voort. Zijn inspiratie verkreeg hij vooral op straat van arme en gewone mensen.

## Biografie
Chahine werd in Wenen geboren als kind van Armeense ouders, met wie hij op jonge leeftijd naar Constantinopel verhuisde toen zijn vader daar aangesteld werd als bankdirecteur. Op zijn achttiende vertrok hij naar Venetië, waar hij les kreeg van Antonio Ermolao Paoletti aan de Academie voor Schone Kunsten. In 1895 ging hij naar de Académie Julian in Parijs en kreeg hier les van Jean-Joseph Benjamin-Constant and Jean-Paul Laurens. De meeste inspiratie verkreeg hij zijn hele carrière van mensen, vooral in de wemelende straten van Parijs.
In 1886 exposeerde hij in de salon van de Sociéteé des Artistes Français het schilderij Le Gueux (vertaald: De bedelaar / De zwerver). Ook in de drie jaar erop bleef hij in deze salon exposeren met het onderwerp van armoede en verval, dat hij samenvatte in de serietitel La vie lamentable (vertaald: Het betreurenswaardige leven).
In 1899 raakte hij in de ban van de mogelijkheden met  etsen. Naast zijn expositie van twee schilderijen in de salon, vertoonde hij er ook drie etsen. Hij kreeg lovende kritieken en aanmoedigingen om ermee door te gaan. Aan het eind van het jaar had hij vijfentwintig printen voortgebracht. Edmund Sagot gaf Chahine meteen een contract voor zijn galerij en Clément Janin publiceerde een catalogus waarin hij dertig printen van Chahine opnam. Verder ontving hij lovende kritieken in verschillende tijdschriften. Eugène Rodrigues moedigde hem aan om boekillustraties te maken, maar moest desondanks nog tot 1906 wachten tot Chahin zijn opdracht aannam.
Van 1899 tot 1911 richtte hij zich op grafieken en ontving hij voor zijn werk verschillende gouden medailles tijdens exposities. Ook werd hij gekozen tot lid van de Société Nationale des Beaux-Arts en exposeerde hij in de salon ervan. Hij bracht in deze tijd honderden  etsen, aquatinten, drogenaaldprenten en andersoortige grafieken voort over markten, kermissen, clowns, acrobaten, komieken, barden, enzovoorts.
In 1906 overleed zijn verloofde Mary Jacobsen aan tuberculose en brak hij emotioneel. Zijn vrienden zonden hem naar Italië, zodat hij zich in een heel andere omgeving zou bevinden. Hier reisde hij naar Toscane en Umbrië en bezocht hij verder steden als Assisi, Perugia, Pisa, Siena en Venetië. Van zijn omgeving maakte hij schetsen die hij later in zijn hotelkamer gebruikte voor het etsen van koperplaten. Met deze serie, die hij later uitbracht onder de naam Impression d’Italie, beeldde hij vooral mensen uit en sloot hij zijn eerste grafische periode af. Sindsdien hield hij zich weer bezig met het schilderen van aquarellen en olieverfschilderijen.
De tragische wending in zijn persoonlijke leven liep samen met de verschrikkingen van de Armeense Genocide in 1908 en 1915 waarbij zijn landgenoten werden afgeslacht of naar de Deir ez-Zor-woestijn werden gedreven waar ze dodelijk werden uitgehongerd. Verder maakte de Eerste Wereldoorlog (1914-1918) het voor hem vrijwel onmogelijk een gewoon leven op te pakken. In creatief opzicht bracht hij van 1911 tot 1921 dan ook vrijwel niets voort.
In 1921 hertrouwde hij met de jonge kunststudente Simone Julia Gaumet, met wie hij in 1930 hun zoon Pierre kreeg. Hij bezocht Venetië opnieuw en kwam met een nieuwe serie grafisch werk. Ook viel hij opnieuw onder de aandacht van de kunstcritici toen hij in 1923 een expositie gaf met een terugblik op eerder gemaakt werk.
In 1925 liet hij zich naturaliseren tot Fransman en tijdens een brand in zijn atelier in 1926 ging twee derde deel van zijn etsen verloren. Deze periode luidde niettemin een periode in waarin hij een grote activiteit aan de dag legde.
In 1925 richtte hij zich ook weer voor het eerst op een boekillustratie, door een van de etsen te leveren voor een boek van Georges Montorgueil. In de twaalf erop volgende jaren ging hij nog acht maal in op verzoeken etsen te leveren ter illustratie van boeken. Zijn laatste grote tentoonstelling hield hij in 1940 in de Hermitage in Leningrad (Sint-Petersburg).
- Auckland Art Gallery Toi o Tāmaki: 7168
- Biblioteca Nacional de España: XX1257067
- Bibliothèque nationale de France: cb120385847 (data)
- CiNii: DA14206707
- Gemeinsame Normdatei: 121629023
- International Standard Name Identifier: 0000 0000 8353 9562
- KulturNav: a6698e59-d282-4ffa-b5b1-9abf7e5e9337
- Library of Congress Control Number: n50036130
- Nationale bibliotheek van Australië: 35657951
- Nederlandse Thesaurus van Auteursnamen: 070393311
- Réseau des bibliothèques de Suisse occidentale: 02-A003092546
- RKD-Nederlands Instituut voor Kunstgeschiedenis: 16238
- SNAC: w6g7469m
- Système universitaire de documentation: 028578171
- Trove: 1029967
- Union List of Artist Names: 500010769
- Virtual International Authority File: 7407427
- WorldCat: E39PBJc3GvKWmT9xQjxqTVkhpP